# Carole Monnet
Carole Monnet (nació el 1 de diciembre de 2001) es una tenista francesa nacida en Ucrania. Monnet ocupa el puesto no.° 226 en el ranking WTA y el n.º 134 en dobles, alcanzado el 7 de octubre de 2024.
Monnet tiene como mejor ranking histórico de individuales en la WTA el No. 162, logrado en septiembre de 2023 tras un año alternando entre torneos de diferentes categorías.  
Monnet hizo su debut profesional en la clasificación de Torneo de Roland Garros 2020. El  23 de septiembre de 2020, a los 18 años, ofreció un gran partido en su primer torneo de Grand Slam,  derrotando a Whitney Osuigwe (149.° del mundo y cabeza de serie número 23) en la primera ronda de Roland Garros por 6-3 y 6-1, seguida de una derrota contra Giulia Gatto-Monticone en 3 sets en la segunda ronda . En noviembre de 2020, ganó dos nuevos títulos ITF en Monastir, uno en individuales y otro en dobles con su compañera Dia Evtimova y alcanzó su mejor ranking WTA hasta aquel momento, el 433 del mundo.

## Biografía
Su interés por el tenis comenzó a la edad de ocho años. A los doce años, cuando se encontraba clasificada en 15/3, fue descubierta por Hervé Romain, un entrenador especializado en el desarrollo de jóvenes talentos para el alto rendimiento. Romain logró convencer a sus padres para que le permitieran unirse a su equipo, lo que la llevó a dejar su hogar y trasladarse al centro del Romain Tennis Team para llevar a cabo un entrenamiento intensivo.
Desde entonces, Carole y su entrenador han formado un dúo inseparable, y sus actuaciones en la cancha han sido notables. A lo largo de 5 años, logró la mayor progresión en la historia del tenis femenino francés: pasó de ser clasificada en 15/3 a alcanzar el nivel 0 a los 14 años y se coronó campeona de Francia sub-16 a los quince. A los 16 años, se posicionó como la número 1 del tenis europeo y, a los 17, entró en el Top 30 del ranking mundial juvenil.
El 1 de diciembre de 2019, el día de su cumpleaños número 18, Monnet ganó su tercer título consecutivo en el circuito femenino ITF Pro, en un torneo de $15,000. Ocho días después, el 9 de diciembre de 2019, logró su ranking más alto en individuales, ocupando el puesto 13 en el mundo según la ITF.
En 2020, continuó su exitoso trayecto en el tenis, obteniendo dos nuevos títulos en individuales y dos en dobles en Monastir. El 23 de septiembre de 2020, Carole Monnet hizo su debut en el circuito WTA, comenzando su participación en el prestigioso torneo de Roland Garros, donde logró su primera victoria en un Grand Slam al vencer a Whitney Osuigwe, quien ocupaba el puesto 149 del mundo y era cabeza de serie número 23. Sin embargo, fue eliminada en la segunda ronda tras un reñido partido a tres sets.
A lo largo de su carrera, Carole Monnet ha demostrado un compromiso excepcional con el tenis, destacándose por su dedicación y logros en el deporte. 